# Banner 30

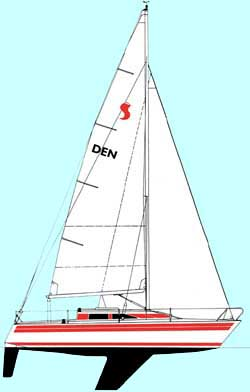
Seitenriss Bootstyp Banner-30

Banner 30 ist ein in Dänemark gebautes Fiberglas-Segelboot (Kielboot), das im Jahr 1978 in Zusammenarbeit von Niels Jeppesen (Gründer von X-Yachts in Haderslev) und Ib Hauge Nielsen, dem Eigentümer der Banner-Werft (IN Fiberbåde, Haderslev), entstand. Der Name der Bootsklasse Banner 30 leitet sich von der Gesamtlänge 30 Fuß (9 m) ab. Banner 30 ist eine Einheitsklasse, d. h. die einzelnen Yachten segeln vergütungslos gegeneinander. Der Bootstyp hat den Status einer nationalen Standardklasse beim Dänischen Seglerverband (dänisch Dansk Sejlunion).

## Geschichte
Die Banner 30 erwies sich schnell als extrem schnelles Regattaboot. Es war eines der ersten Boote überhaupt, das einen sehr leichten Rumpf, kombiniert mit einem relativ flachen und breiten Heck, auf den Markt brachte. Die ersten etwa 30 Boote wurden mit Kiel und Bleikiel gebaut, der auf einem etwa 15 cm tiefen Kielschwein montiert war. Der sprunghaft ansteigende Bleipreis (das Vierfache in nur einem Jahr) machte jedoch eine Umstellung auf den Einsatz von Eisenkielen erforderlich. Die restlichen Boote sind daher mit einer besonders stabilen Flachbodenkonstruktion konstruiert, auf der der Eisenkiel verschraubt ist.
Das Boot wird unter Bezeichnungen wie „Racer“, „Cruiser“ oder „R/C“ verkauft. In Wirklichkeit basieren praktisch alle auf der gleichen Grundkonstruktion. Zwar wurden einzelne Boote hergestellt, die sich in der Materialwahl (z. B. Kevlar) vom Standardboot unterschieden, aber das waren nur sehr wenige.
Bei Booten, die nach 1986 gebaut wurden, handelt es sich um die „MK-II-Version“. Hier wurden der Decksaufbau und die Kajüte geändert. Das Cockpit wurde nach hinten verschoben und erhöht, wodurch die Möglichkeit einer etwas anderen Kajüte mit einer etwas größeren Pantry und einer anderen Sofaanordnung geschaffen wurde. Man erhielt einen etwas höheren Aufbau, der für eine bessere Stehhöhe von 1,78 m in der Kajüte sorgte, und eine leicht veränderte Anordnung der Kajüteinbauten mit vier Kojen. Ungefähr 25 Boote dieses Typs wurden gebaut.

## Qualitätsprobleme
Bootseigner von frühen Banner 30 loben sehr die Segeleigenschaften des Bootes, aber sie bemängeln, der Ruderschaft sei zu dünn mit nur 25 Millimeter Stärke, was zu Ruderschäden bis zu verlorenen Rudern führte. Insbesondere bei stärkerem Wind oder wenn man eine Boje im Wasser traf. Laut dem dänischen Banner 30 Club besteht das Problem jedoch nur bei den ersten 20–25 Booten, bei denen der Bootsbauer Ib Hauge das Problem inzwischen durch eine Verstärkung auf 35 Millimeter behoben hat.

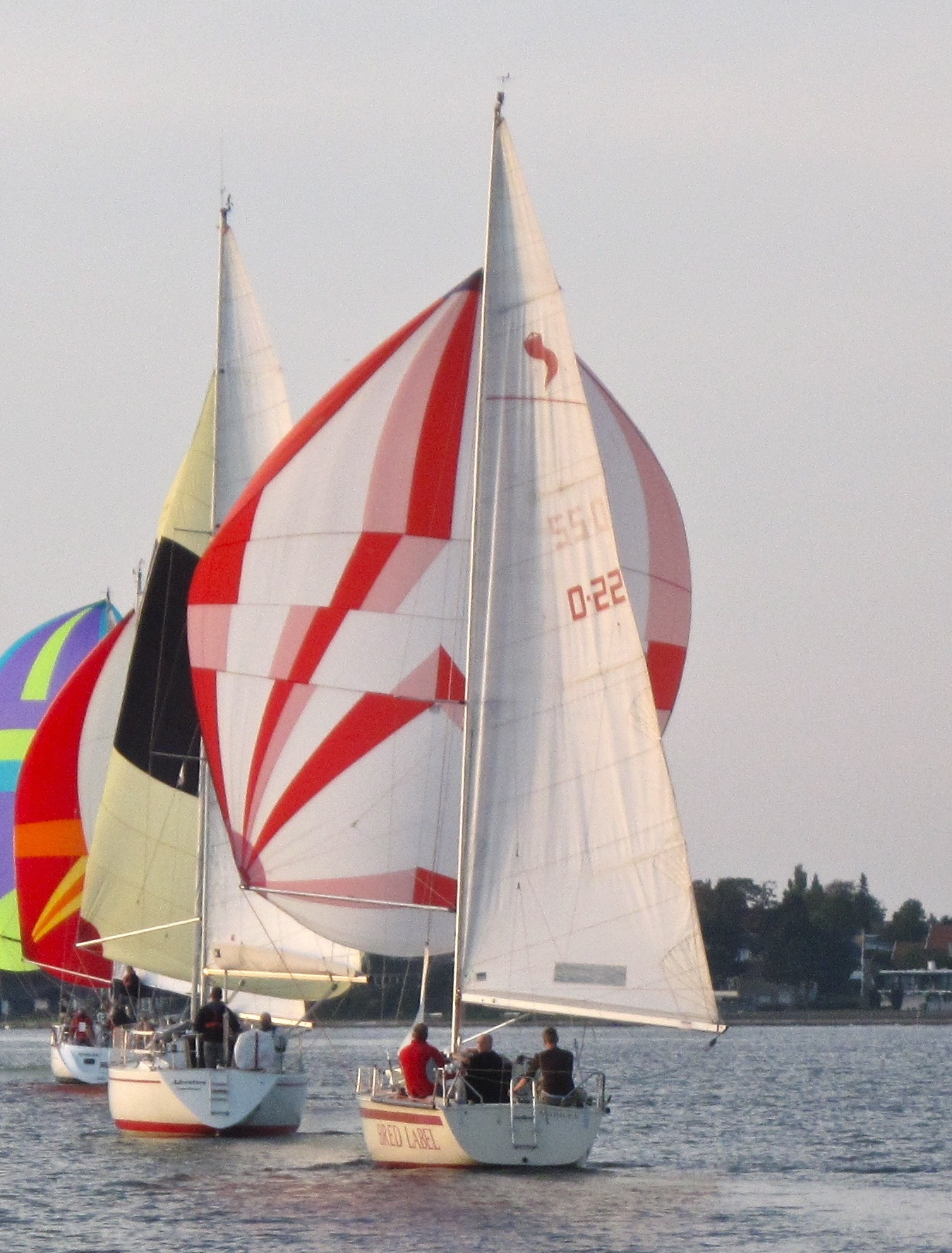
Banner 30 unter Spinnaker, 2009

## Segeleigenschaften
Banner 30 hat extrem gute Segeleigenschaften, es segelt sicher und lebendig, ohne in irgendeiner Weise extrem zu sein. Das Boot ist unter allen Bedingungen sehr schnell. Das relativ geringe Gewicht trägt zur guten Geschwindigkeit, auch bei wenig Wind, bei. Es ist ein solides und sehr gut trimmbares Segelschiff mit Einzelsegeln und relativ großer Großsegelfläche (22,5 m²), Achterstagen und verstellbaren unteren Klampen.

## Niels Jeppesen erklärt das Boot
„Banner 30 entstand aus meiner eigenen Erfahrung an Bord einer Farr 727 und meiner Bewunderung für Ron Hollands Manzanita. Lediglich Banner 30 ist schlanker gehalten, da es unter keine Maßregel passen sollte. Ich habe versucht, ein Boot zu schaffen, das sowohl in Bezug auf Geschwindigkeitspotenzial als auch mit ausreichend Platz und Layout seinesgleichen sucht, damit sportlich orientierte Segelfamilien Freude daran haben.
Die Stärke von Banner 30 liegt in den guten Segeleigenschaften - eine Weiterentwicklung der Grundideen für Banner 30 ist eigentlich die X-99, die heute in über 550 Exemplaren produziert wird. Das größte Problem ist wohl die etwas schwankende Qualität, die die Werft durch die Eigenbauidee ermöglicht habe. Ich finde vor allem ist Banner 30 eine schöne Konstruktion, die für mich Erinnerungen an eine spannende Zeit weckt. Die Konstruktion ist einfach und war die absolute Neuheit in der Generation moderner leichterer Boote, die später in Europa auftauchten.“

## Verbreitung und Kosten
Der Bootstyp Banner 30 wurde von der Banner-Werft „IN Fiberbåde“, Haderslev in den Jahren 1978 bis 1990 insgesamt in 120 Exemplaren hergestellt. Davon gingen 60–70 Stück nach Dänemark. Besonders rund um die Insel Fünen und Sønderjylland (deutsch Nordschleswig) findet man die Boote. Neben Dänemark ist die Banner 30 auch in Norwegen, Schweden und Deutschland verbreitet.
Neben der Sportlichkeit des Bootes, ist der besondere Reiz, hier ein Boot zu haben, das man für kleines Geld segeln kann. Der Gebrauchtpreis für eine Banner 30 beträgt 80.000 bis 140.000 DKK (ca. 10.800 – 18.900 Euro) Wenn man Glück hat, ist es auch möglich, ein Boot für 50.000 DKK (ca. 7.000 Euro) zu finden. Die Boote benötigen dann aber auch eine umfangreichere Restaurierung, die oftmals von jungen Familien mit eigenen Mitteln durchgeführt werden kann.